# Cryptocephalus dorsatus
Cryptocephalus dorsatus är en skalbaggsart som beskrevs av R. White 1968. Cryptocephalus dorsatus ingår i släktet Cryptocephalus och familjen bladbaggar. Inga underarter finns listade i Catalogue of Life.